# 特伦特·迪马斯
特伦特·迪马斯（英語：Trent Dimas，1970年11月10日—），美国男子竞技体操运动员。他曾代表美国获得1992年夏季奥运会体操比赛男子单杠金牌。他也在1991年泛美运动会上获得一枚银牌和两枚铜牌。